# ひよしなかよし
ひよしなかよしは、ニュースタッフプロダクションに所属する日本のお笑いコンビ。2007年結成。旧コンビ名、コンタイフニ。

## メンバー
- ねんねん（本名:根建 耕二〈ねだて こうじ〉1983年9月1日（41歳） -）ボケ担当[1]、立ち位置は向かって左。

神奈川県横浜市出身。O型。
趣味はマラソン、ボウリング(ハイスコア229)。特技は筋トレ、スノーボード。
ものまねが得意。レパートリーは五郎丸歩、遠藤憲一などで、特に遠藤のものまねでテレビ出演することがある。そっくり館キサラで、ものまね芸人兼専属MCをしている。
吉本興業所属の根建太一（囲碁将棋）は実兄。
- 石塚 利彦 （いしづか としひこ、1983年6月16日（41歳） -）ツッコミ担当[1]、立ち位置は向かって右。

神奈川県川崎市出身。A型。
趣味は旅行、ダーツ。特技はボウリング(ハイスコア246)。ショコラアドバイザー、スイーツコンシェルジュ検定【ベーシック】を取得している。
2014年に開催された、第3回甘党男子スイーツ&スマイルコンテストで準グランプリを獲得している。

## 芸風
主に漫才。ねんねんのものまねを活かしたものや、歌ネタなどがある。
2014年の第3回ニュースタッフプロダクションチャンピオン大会では準優勝。

## 出演
テレビ
- オンバト+（NHK）
- Rの法則（NHKEテレ）
- 人生が変わる1分間の深イイ話（日本テレビ）
- 有吉ゼミ（日本テレビ）ねんねんのみ
- ヒルナンデス!（日本テレビ）
- スクール革命!（日本テレビ)
- ウチのガヤがすみません!（日本テレビ）
- 中居正広のミになる図書館（テレビ朝日）
- 有田ジェネレーション（TBS）[5]
- ザ・細かすぎて伝わらないモノマネ（フジテレビ）
- とんねるずのみなさんのおかげでした（フジテレビ）ねんねんのみ
- お台場APPSラボ（フジテレビ）
- 爆笑そっくりものまね紅白歌合戦スペシャル（フジテレビ）
- 千鳥のクセがスゴいネタGP（フジテレビ）ねんねんのみ
- MATSUぼっち（フジテレビ）
- ネタパレ（フジテレビ）
- 華丸大吉&千鳥のテッパンいただきます!（フジテレビ・関西テレビ）
- ナナクロ7（テレビ東京）
- モヤモヤさまぁ～ず2（テレビ東京）
- あらぶんちょ（東京ケーブルネットワーク）
- TDNプレゼンツ特別番組　夏のひんやりグルメ列島リレー（独立系ケーブルテレビ）

ネット
- りゅうちぇる×ちゃんねる（AbemaTV）
- ABEMA的ニュースショー（AbemaTV）
- ノゾキミ男子会!（MILOU）
- ぶるぺん（USTREAM）
- Re:あらぶんちょ（YouTube）

ラジオ
- サンドウィッチマンの天使のつくり笑い（NHKラジオ第1）

CM
- 「弁当セール」篇（ローソン）
- 東京スカイツリータウンCM｢笑顔になれるマジック編｣CM
- 民王R 最終話（2024年12月10日、テレビ朝日） - アバター 役（ねんねんのみ）

## ライブ・イベント
- ひよしなかよし初単独ライブ「Good Day」
- ニュースタッフライブ
- お笑いフューチャーズライブ
- 若武者
- ポコポコ大作戦
- 太田プロJr.ライブ
- バカ爆走！
- そっくり館キサラものまねショーMC
- 第4回甘党男子スイーツ&スマイルコンテスト
- 東京チョコレートショー2015

## 賞歴
- 第3回甘党男子スイーツ＆スマイルコンテスト 準グランプリ（石塚利彦）[3]